# Norm (standaard)
Een norm of standaard is een document met erkende afspraken, specificaties of criteria over een product, een dienst of een methode. Standaarden kunnen vastgelegd worden binnen een bedrijf of organisatie, binnen een consortium van organisaties of door erkende standaardisatieorganisaties. Erkende standaardisatieorganisaties (zowel nationale als internationale) werken volgens een bepaald proces en volgens bepaalde regels voor vertegenwoordiging: 
- in nationale standaardisatieorganisaties zoals NBN (België) en NEN (Nederland) moeten dit personen of organisaties zijn die in het land gevestigd zijn en belang hebben bij het onderwerp van de standaard;[1][2]
- in sommige Europese en internationale standaardisatieorganisaties, zoals CEN en ISO, kan enkel de meest representatieve standaardisatieorganisatie van een land volwaardig lid zijn;[3]
- in sommige andere Europese en internationale standaardisatieorganisaties, zoals ETSI en ITU, kunnen ook bedrijven normaal lid worden.[4]

Het standaardisatieproces volgt bepaalde regels.
Het is ook mogelijk dat een producent zijn standaard (al dan niet opzettelijk) niet heeft beschermd (al dan niet onbedoeld) zodat het alsnog de standaard wordt; we noemen dit een de facto standaard. Een voorbeeld is de Centronics printerpoort van Centronics Data Computer Corporation.

## Organisaties
Een aantal organisaties in de wereld zijn gespecialiseerd in het ontwikkelen van normen en het controleren op de naleving van die normen. Zo zijn er:
- Wereldwijd:
  - Ecma International - ICT en CE (consumentenelektronica)
  - ISO: Internationale Organisatie voor Standaardisatie - algemeen
  - IEC: International Electrotechnical Commission - elektrotechnisch
  - ITU: Internationale Telecommunicatie-unie - telecommunicatie
- Regionaal (Europa):
  - CEN - Europese norm (EN)
  - CENELEC - Europa - elektrotechnische standaarden.
  - ETSI: Europees Telecommunicatie en Standaardisatie Instituut - telecommunicatie-industrie
  - EUAR: Spoorwegbureau van de Europese Unie - spoorwegen (voorheen ERA)
- Nationaal:
  - ANSI: American National Standards Institute - Verenigde Staten
  - AFNOR: Association française de normalisation - Frankrijk
  - NBN: Bureau voor Normalisatie - België, voorheen BIN
  - BSI: British Standards Institution - Verenigd Koninkrijk
  - DIN: Deutsches Institut für Normung - in Duitsland
  - JIS: Japanse Industriële Standaard - Japan
  - NEN: Nederlands Normalisatie-instituut - Nederland > voor een lijst van in Nederland door het NNI opgestelde normen zie Lijst van NEN-Normen.
  - SS: Svensk Standard  - Zweden
  - SSB: Surinaams Standaarden Bureau - Suriname
  - Standards Australia - Australië

Voor veel specialistische gebieden worden ook normen onderling afgesproken, zonder tussenkomst van een speciale organisatie. Zo zijn er verschillende bedrijven die een eigen "standaard" hebben voor compressie in streaming video.
- ASCII: American Standard Code for Information Interchange - een specificatie van ANSI
- IEEE: Institute of Electrical and Electronics Engineers - Internationaal - elektrotechniek
- AISI: American Iron and Steel Institute
- MIL-STD: United States Military Standard - Amerikaanse militaire normen
- CEPT: Conférence européenne des administrations des postes et télécommunications - als norm voor post en telecom (Europa / Genève)
- BIPT: Belgisch Instituut voor Postdiensten en Telecommunicatie - Belgisch Instituut voor Postdiensten en Telecommunicatie
- ITU-T: International Telecommunication Union - Telecommunications sector - ontwikkelt de technische standaarden voor telecommunicatie (voorheen CCITT)
- IETF: Internet Engineering Task Force - op het internet

## Trivia
- Citaat van Andrew S. Tanenbaum: "Het leuke van standaarden is, dat je er zo veel hebt, om uit te kiezen."
- Programmatienorm: het aantal voorzieningen dat gesubsidieerd kunnen worden binnen een bepaald gebied. Deze is afhankelijk van het aantal inwoners of leeftijdsgrens.
- Erkenningsnorm: de voorwaarden waaraan een voorziening moet voldoen om gesubsidieerd te blijven (personeelsnorm + infrastructuur + werking)
- Kwaliteitsnorm: door middel van het kwaliteitsdecreet dat sinds 2003 geldt, voor alle welzijnsvoorzieningen die erkend en gesubsidieerd zijn door de Vlaamse gemeenschap.
- Financieringsnorm: voor personeel, infrastructuur en werking